# NASCAR '14
NASCAR '14 es un videojuego de NASCAR. Se trata de la tercera edición de la NASCAR The Game serie de simulador de carreras, y es la secuela de NASCAR The Game: Inside Line . Desarrollado por Eutechnyx y publicado por Deep Silver , el juego fue lanzado el 18 de febrero de 2014, para la PlayStation 3 , Xbox 360 y PC.

## Voto para la portada
Por segundo año consecutivo, llevó a cabo una campaña de "unidad de la cubierta", permitiendo a los fanes a votar por el piloto de NASCAR que les gustaría ver en la portada de NASCAR '14 . El 10 de diciembre de 2013, se anunció que Tony Stewart fue elegido como conductor de la portada del juego, sucediendo a Dale Earnhardt, Jr.

## Las nuevas características
Nuevas características para el juego incluirán ligas en línea, un buscador de servidores, abandonos, mayor dificultad de la IA, la opción de contratar personal en el modo carrera, y una nueva física coche.
Pilotos y sistemas de pintura para la temporada de 2014 también serán actualizados, con un DLC en forma mensual. El juego también cuenta con todas las 23 pistas de la NASCAR Sprint Cup Series.

## Banda sonora
l juego cuenta con 12 canciones - 2 canciones de Ríos Monroe, 2 de Shovelhook, 5 de cantante cristiano O'Connor, y también de Sky Adams con Jordania Crujiente, Las Lenguas Howling, y el Devyl Nellys. 

## Recepción
Jeremy Peeples de Hardcore Gamer dio al juego un 3.5 / 5, diciendo "Hay un montón de diversión que se tendrá en el modo carrera jugando con los ajustes y hacer las cosas justo para una carrera, mientras que la acción de carreras núcleo es muy emocionante en cualquier modo.
Mientras tanto, gran parte de la comunidad detrás del juego es muy molesto con muchas ganas de tener una serie Xfinity completo, y la lista la Serie Camping World Truck de ir con la lista completa de la Copa Sprint. También, muchos corredores de la liga acérrimos no disfrutan el hecho de que no pueden competir de vestíbulo lleno 16 coche sin lag extremo, y, "burbujas lag" que afectan la carrera. Otras quejas es que el juego es casi idéntico de NASCAR The Game: Inside Line, con algunas adiciones menores.